# Satyrus hissariensis
Satyrus hissariensis är en fjärilsart som beskrevs av Andrej Nikolajewitsch Avinoff och Sweadner 1951. Satyrus hissariensis ingår i släktet Satyrus och familjen praktfjärilar. Inga underarter finns listade.